# Sadakazu Tanigaki

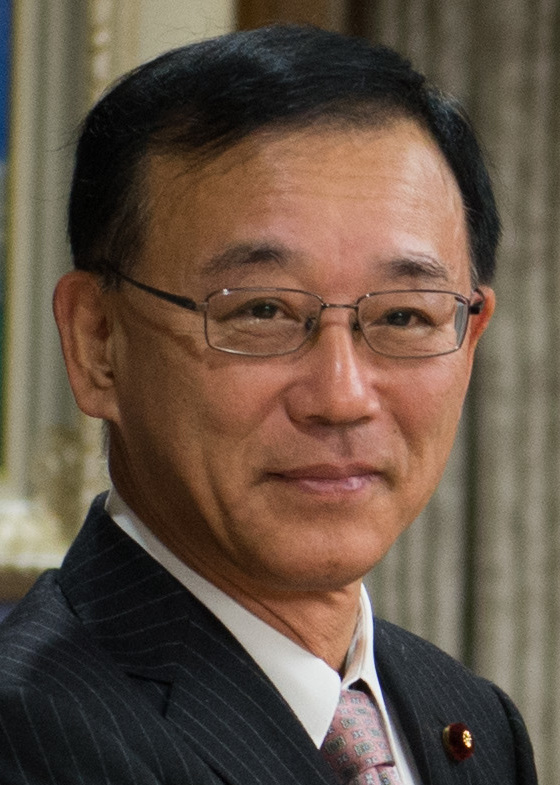
Sadakazu Tanigaki (2013)

Sadakazu Tanigaki (jap. 谷垣 禎一, Tanigaki Sadakazu; * 7. März 1945 in Fukuchiyama, Präfektur Kyōto) ist ein ehemaliger japanischer Politiker und war 12 Amtszeiten lang Abgeordneter im Unterhaus des nationalen Parlaments. Von 2009 bis 2012 war er Vorsitzender der Liberaldemokratischen Partei (LDP) und führte innerhalb der Partei von 2005 bis 2008 die Tanigaki-Faktion, den kleineren Teil des 2000 gespaltenen Kōchikai, bevor die beiden Gruppen sich im Mai 2008 wieder zusammenschlossen. Er war unter anderem Justiz-, Finanz- und Verkehrsminister seines Landes. Von 2014 bis 2016 war er zudem Generalsekretär der LDP.

## Leben
Tanigaki besuchte die renommierte Azabu-Oberschule und studierte anschließend Rechtswissenschaft an der Universität Tokio. Nach kurzer Tätigkeit als Rechtsanwalt wurde er 1983 beim Tode seines Vaters, dem ehemaligen Bildungsminister Tanigaki Sen’ichi, auf dessen Unterhaussitz im SNTV-Fünfmandatswahlkreis 2 der Präfektur Kyōto gewählt. Er wurde insgesamt elfmal wiedergewählt, ab 1996 im neuen Einmandatswahlkreis Kyōto 5.
1997 wurde er erstmals Minister im Amt für Wissenschaft und Technologie (科学技術庁, Kagaku Gijutsu Chō). Unter Premierminister Jun’ichirō Koizumi diente er als Minister in verschiedenen Ressorts. Von 2003 bis zum Ende der Koizumi-Ära 2006 war Tanigaki Finanzminister. Im Rennen um die Nachfolge Koizumi im Partei- und Regierungsvorsitz unterlag er Shinzō Abe und Tarō Asō. Während des Wahlkampfs um den Parteivorsitz schloss Tanigaki einen Besuch im Yasukuni-Schrein aus, sollte er gewählt werden.
Seit dem Amtsantritt von Yasuo Fukuda als Parteivorsitzender und Premierminister im September 2007 war Tanigaki Vorsitzender des Policy Affairs Research Council der LDP, einer der drei wichtigen Parteiposten, die der Parteivorsitzende-Premierminister unter den Faktionen verteilt und die neben wichtigen Kabinettsposten (Kabinettssekretär, Außenminister) Chancen auf eine Nachfolge des Parteivorsitzenden eröffnen. Bei einer Kabinettsumbildung im August 2008 ernannte Fukuda Tanigaki zum Minister für Land, Infrastruktur und Verkehr (MLIT), sein Nachfolger als Vorsitzender des PARC wurde der faktionslose Kōsuke Hori. Bei Amtsantritt von Premierminister Tarō Asō im September 2008 wurde Tanigaki im MLIT durch Nariaki Nakayama abgelöst.
Bei der Wahl des LDP-Parteivorsitzenden 2009 kandidierte Tanigaki um die Nachfolge von Tarō Asō und gewann mit 300 von 499 Stimmen gegen Tarō Kōno und Yasutoshi Nishimura. Er war der zweite LDP-Vorsitzende nach Yōhei Kōno, der nicht gleichzeitig Premierminister war. Er konnte die Position der LDP nach den zuletzt verheerenden Wahlergebnissen in der Opposition stabilisieren und bereits weniger als ein Jahr nach dem Machtverlust einen Erfolg verbuchen, als die neue Regierung bei der Oberhauswahl 2010 ihre Mehrheit verlor. Am 10. September 2012 gab er bekannt nicht für die Wahl zum neuen LDP-Vorsitzenden am 26. September kandidieren zu wollen.
Im Dezember 2012 berief ihn sein Nachfolger Shinzō Abe als Justizminister in sein zweites Kabinett. Dort blieb Tanigaki bis zur Kabinettsumbildung im September 2014, als er als LDP-Generalsekretär wieder in die Parteiführung wechselte. Von diesem Posten wurde er im August 2016 von Toshihiro Nikai abgelöst. Als Justizminister autorisierte er elf Hinrichtungen, zwei davon kurz vor Ende seiner Amtszeit, mehr als jeder Justizminister seit Kunio Hatoyama 2007–2008.
Im Juli 2016 verunfallte Tanigaki beim Fahrradfahren und zog sich eine Rückenmarksverletzung zu, woraufhin er bis September 2017 in einem Krankenhaus behandelt wurde. Als Konsequenz gab er am 25. September 2017 offiziell bekannt, seine politische Karriere zu beenden und nicht bei der Shūgiin-Wahl 2017 für eine weitere Amtszeit als Abgeordneter zu kandidieren.